# Châtonnay
Châtonnay ist eine französische Gemeinde mit 1958 Einwohnern (Stand 1. Januar 2022) im Département Isère in der Region Auvergne-Rhône-Alpes.

## Geographie
Châtonnay liegt 13 Kilometer südwestlich von Bourgoin-Jallieu. Der Fluss Gère fließt durch die Gemeinde. Châtonnay liegt in einem Wald- und Seengebiet.

## Geschichte
Der Name „Châtonnay“ ist etymologisch auf Kastanien (französisch châtaigne, lateinisch Castanea) zurückzuführen.

## Bevölkerung
| Jahr                       | 1962 | 1968 | 1975 | 1982 | 1990 | 1999 | 2009 | 2017 |
| -------------------------- | ---- | ---- | ---- | ---- | ---- | ---- | ---- | ---- |
| Einwohner                  | 961  | 1056 | 1096 | 1220 | 1341 | 1424 | 1716 | 2072 |
| Quellen: Cassini und INSEE |      |      |      |      |      |      |      |      |

## Kultur und Sehenswürdigkeiten
In der Mairie (Rathaus) von Châtonnay wird eine Fahne von 1793 aufbewahrt, dazu gehört ein Flaggenmast und eine Büste der Marianne. Die Fahne gilt als das Wahrzeichen der Republikaner des Ortes. Auf ihr steht der Wahlspruch der Republikaner von Châtonnay. Sie ist als Monument historique (historisches Denkmal) klassifiziert.

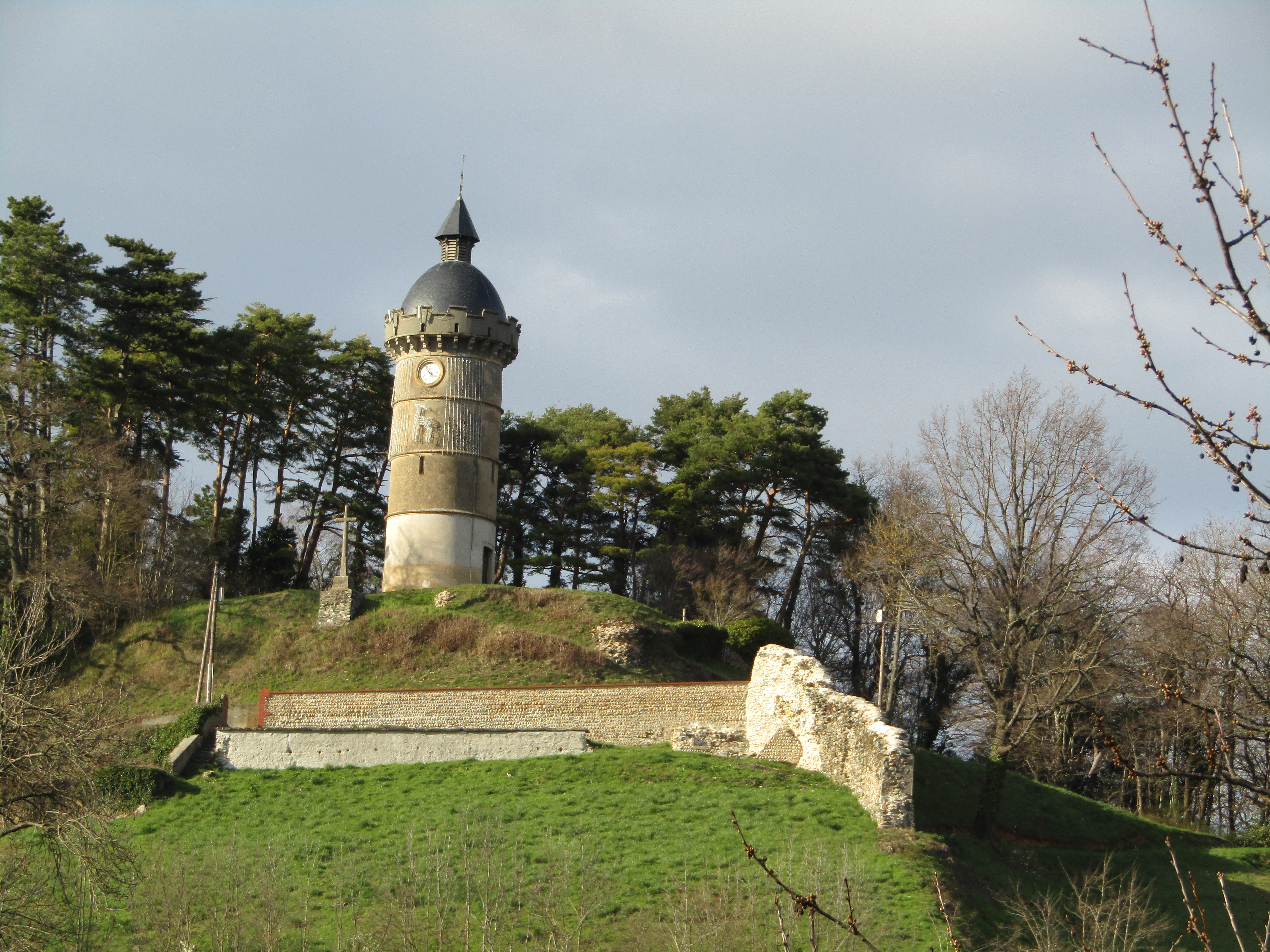
Calvaire mit Rurm

In der Kirche Saint-Pierre werden verschiedene Paramente aufbewahrt, die der Kirche von Henriette de Lespinay, Comtesse de Bazoges, 1777 anlässlich ihrer Hochzeit gespendet wurden. Sie sind als Monument historique klassifiziert.

## Wirtschaft
Wichtige Erwerbszweige in der Gemeinde sind Holzwirtschaft und Landwirtschaft einschließlich Viehzucht.

## Persönlichkeiten
- Jean-Baptiste Berthier (1840–1908), französischer Priester und Ordensgründer (Missionare von der Heiligen Familie)